# Passalora mikaniae
Passalora mikaniae är en svampart som först beskrevs av Frank Lincoln Stevens, och fick sitt nu gällande namn av U. Braun & F.O. Freire 2003. Passalora mikaniae ingår i släktet Passalora och familjen Mycosphaerellaceae.   Inga underarter finns listade i Catalogue of Life.